# Peter Bendixen (Ökonom)
Peter Bendixen (* 3. September 1933 in Bad Bramstedt, Schleswig-Holstein; † 6. Oktober 2014 in Wien) war ein deutscher  Hochschullehrer, Ökonom und Kulturwissenschaftler.

## Werdegang

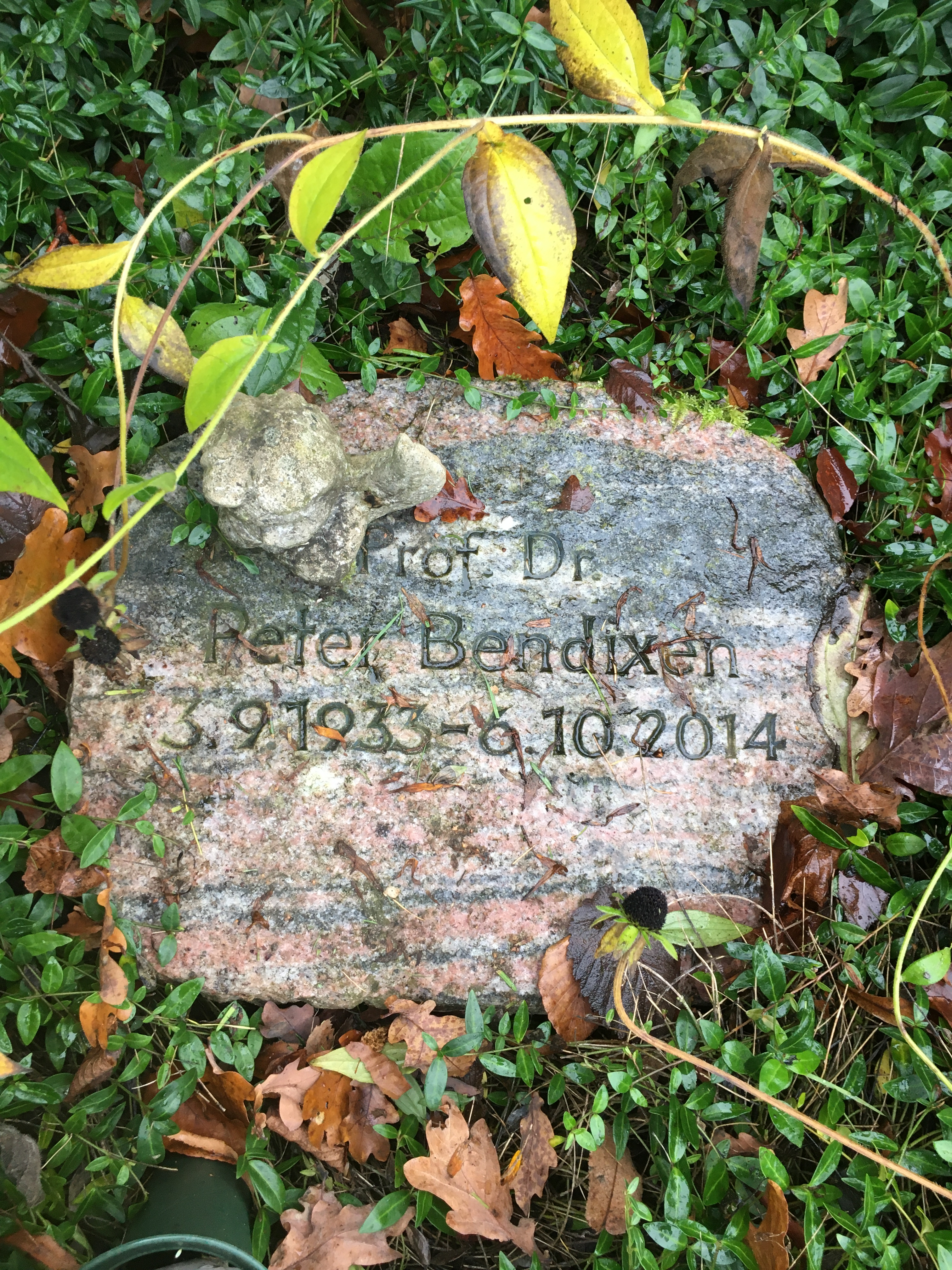
Grabstätte am Blumenband auf dem Friedhof Ohlsdorf

Peter Bendixen ging in Bad Bramstedt zur Schule. Sein Banknachbar war Karl Lagerfeld. Bendixen arbeitete nach seinem Universitätsabschluss in Betriebswirtschaftslehre 1966 als Unternehmensberater, ab 1972 lehrte er zunächst als Dozent Betriebswirtschaft, später als Professor im Studiengang „Kultur- und Bildungsmanagement“ an der Hamburger Universität für Wirtschaft und Politik (HWP) bis zu seinem Ausscheiden 1999.
Von 1992 bis 1997 war er Präsident des „European Network of Cultural Administration Training Centres Brüssel“. Er hatte Lehrtätigkeiten und Gastprofessuren an den kulturwissenschaftlichen Fakultäten der Universitäten Budapest, Debrecen und Pécs in Ungarn, der University of Warwick/Coventry/UK, der Universität Lüneburg, der Handelshochschule Lodz/Polen sowie am Internationalen Zentrum für Kultur und Management (ICCM) in Salzburg. Von 1994 bis 1997 war er External Examiner der University of Warwick, Centre for the Studies of Cultural Policy and Administration. Seit 1994 war er Mitglied im Editorial Board des „International Journal of Cultural Policy“. 1998 war er Mitgründer und Vorstand des „Rudolf-Arnheim-Instituts für Kunst, Musik und Kulturökonomie“ in Hamburg. Seit 2002 war er Mitglied des Gründerkollegiums der „Hohe Warte Privatuniversität für Wirtschaft und Ethik“ in Wien. 2003 wurde er Senior Fellow des Collegium Pontes in Görlitz. Seit 1999 lebte und arbeitete er in Wien, wo er am 6. Oktober 2014 im Alter von 81 Jahren überraschend starb.
Beigesetzt wurde Peter Bendixen auf dem Hamburger Friedhof Ohlsdorf im Planquadrat X 7 nordöstlich des Forums an der Talstraße.

## Schriften
- Einführung in das Kultur- und Kunstmanagement. Westdeutscher Verlag, Wiesbaden 2001.
- Einführung in die Kunst- und Kulturökonomie. 2. Auflage. Westdeutscher Verlag, Wiesbaden 2001.
- Das verengte Weltbild der Ökonomie – Zeitgemäß wirtschaften durch kulturelle Kompetenz. Wissenschaftliche Buchgesellschaft, Darmstadt 2003.
- Der Traum vom Wohlstand der Nationen. Kritik der ökonomischen Vernunft. Facultas / WUV, Wiener Universitätsverlag, Wien 2005, ISBN 3-85114-887-8.
- mit Bernd Weikl: Freispruch für Richard Wagner? Eine historische Rekonstruktion. Universitäts-Verlag, Leipzig 2012, ISBN 978-3-86583-669-4.
- Ethik und Wirtschaften. Über die moralische Natur des Menschen. Springer VS, Wiesbaden 2013, ISBN 978-3-658-02467-3.